# 훑어보기
훑어보기는 애플이 개발한 빠른 미리보기 기능이다. 현재 맥 오에스 텐 v10.5 레퍼드에 포함되어 있으며 WWDC 2007에서 처음 발표되었다.

## 개요
OS X의 파인더에서는 아이콘으로 미리보기 기능만 지원되었지만, 퀵 룩을 이용하면 파일의 전체 내용을 실제 크기로 볼 수 있다. PDF, HTML, 퀵타임용 미디어 파일, 아스키와 RTF 파일, 키노트, 페이지와 넘버스, ODF문서, 워드와 마이크로소프트 엑셀, 파워포인트(OOXML포함), RAW 카메라 이미지들을 지원 하지만 이것들로 제한되어 있지는 않다.

## 동작
훑어보기를 사용하려면, 문서를 선택한 다음 스페이스 버튼을 누르거나 파일 > "..."파일 훑어보기를 누르면 분리된 창에서 파일을 볼 수 있다.

## 구현
훑어보기 기술은 맥 오에스 텐 v10.5에 포함되어 있다. 아이쳇 Theater, 타임머신이나 파인더에서 커버 플로로 볼 때 사용할 수 있다.

## 지원되지 않는 형식
현재 맥 오에스 텐 v10.5.4에서는 몇몇 파일들은 훑어보기나 커버 플로에서 제대로 지원되지 않는다.
- 아이콘만 보이고 내용은 보이지 않는 종류 - 어도비 일러스트레이터, CSS, FLV, JNG, MKV, MNG, OGM, RM, RMVB, SWF, 텍스트 클립핑, VOB, XML
- 첫 번째 장면만 보이는 종류 - GIF, APNG

여기 있는 목록 중 FLV, MKV, 어도비 일러스트레이터, 텍스트 클립핑, XML은 외부 플러그인으로 제공되어 사용할 수 있다.

## 외부 지원 플러그인
훑어보기는 다른 사용자가 제작한 플러그인을 이용해서 더 많은 파일에서 사용할 수 있다.
레퍼드가 공식적으로 출시된 지 4일 만인 2007년 10월 30일에는 FrameForge 3D Studio파일을 지원하는 플러그인이 나왔으며, 쿼트익스프레스 문서를 위한 플러그인도 2008년 1월에 쿽에 의해서 발표되었다.